# Tărhovo, Gabrovo
Tărhovo (în bulgară Търхово) este un sat în comuna Sevlievo, regiunea Gabrovo,  Bulgaria. 

## Demografie
Componența etnică a satului Tărhovo
     Turci (2,14%)
     Bulgari (93,57%)
     Nicio identificare (4,28%)
     Altele (0%)
La recensământul din 2011, populația satului Tărhovo era de 140 locuitori. Din punct de vedere etnic, majoritatea locuitorilor (93,57%) erau bulgari, cu o minoritate de turci (2,14%). Pentru 4,28% din locuitori nu este cunoscută apartenența etnică.